# 伊藤忠テクノソリューションズ
伊藤忠テクノソリューションズ株式会社（いとうちゅうテクノソリューションズ 、英: ITOCHU Techno-Solutions Corporation）は、日本の大手ユーザー系システムインテグレーター。伊藤忠商事グループの主要子会社。略称はCTC。

## 概要
サン・マイクロシステムズ社のワークステーションに早くから取り組み、国内におけるサン社製品の取り扱いに関しては富士通や東芝と並ぶ。2006年10月1日にCRCソリューションズと経営統合したことにより、従来の強みである情報機器販売、ITインフラ構築および保守事業に加え、法人向け情報システムのコンサルティング、設計、開発、維持保守、運用アウトソーシング、およびデータセンタ事業、サイエンス事業に強みを有する、強靭なシステムインテグレーターとなる。
通称の「CTC」は、同社の英文名称の旧称（C.ITOH TECHNO-SCIENCE Co., Ltd）の頭文字を取ったものだが、現在では同社の行動指針「Challenging Tomorrow's Changes」に由来するとされている 。なお、KDDI系の通信企業である中部テレコミュニケーションと略称が同じであり、どちらもコンピュータネットワーク関連業務を手がける企業であるため、単に「CTC」と呼ぶとどちらを指すかがわからず混乱が起きることがある。

## 歴史
- 1972年4月 - 伊藤忠データシステム株式会社設立[3]。
- 1979年7月 - ハミルトン・アブネットエレクトロニクス株式会社設立[4]。
- 1985年4月 - ハミルトン・アブネットエレクトロニクス株式会社が、商号を伊藤忠マイクロニクス株式会社に変更[4]。
- 1986年6月 - 伊藤忠マイクロニクス株式会社が、商号を伊藤忠テクノサイエンス株式会社に変更[3]。
- 1989年10月 - 伊藤忠テクノサイエンス株式会社が、伊藤忠データシステム株式会社を吸収合併[4]。
- 1999年12月 - 東京証券取引所第一部に上場[5] 。
- 2006年10月 - 株式会社CRCソリューションズと合併し、商号を伊藤忠テクノソリューションズ株式会社に変更[3]。
- 2017年4月 - CTCライフサイエンス株式会社を吸収合併[6]。
- 2023年
  - 9月 - 親会社の伊藤忠商事株式会社の子会社であるデジタルバリューチェーンパートナーズ合同会社が、株式公開買付けにより24.69%の株式を取得[7][8]。
  - 12月1日 - 東京証券取引所プライム市場上場廃止[9]。
  - 12月5日 - 株式併合により、株主がデジタルバリューチェーンパートナーズと伊藤忠商事のみとなる[10]。

## 関連会社
- 旧CTC系列会社
  - CTCテクノロジー株式会社
  - CTCエスピー株式会社
  - CTCビジネスサービス株式会社

- 旧CRC系列会社
  - CTCファシリティーズ株式会社（旧・株式会社CRCファシリティーズ）
  - CTCファーストコンタクト株式会社（旧・ファーストコンタクト株式会社）
  - アサヒビジネスソリューションズ株式会社

- 合併後設立
  - CTCシステムマネジメント株式会社
  - CTCビジネスエキスパート株式会社
  - CTCひなり株式会社

- 海外拠点系
  - ITOCHU Techno-Solutions America, Inc.
  - CTC Global Sdn. Bhd.
  - CTC Global Pte. Ltd.
  - CTC Gloval (Thailand) Ltd.
  - PT. Nusantara Compnet Integrator
  - PT. Pro Sistimatika Automasi

## 関連事項
- Rubyアソシエーション